# لاهوت إيجابي
اللاهوت الكاتافاتي أو اللاهوت الإيجابي أو اللاهوت الإقراري (Cataphatic theology أو kataphatic theology) هو اللاهوت الذي يستخدم مصطلحات "إيجابية" لوصف أو الإشارة إلى الإلهي - على وجه التحديد، الله - أي المصطلحات التي تصف أو تشير إلى ما يعتقد أنه من صفات الله، على عكس المصطلحات "السلبية" المستخدمة في اللاهوت الأبوفاتيكي للإشارة إلى ما يعتقد أنه ليس إلهيًا.